# Ulipristal acetate
Ulipristal acetate, được bán dưới tên thương hiệu Ella cùng với một số những tên khác, là một loại thuốc dùng để ngừa thai khẩn cấp và phòng ngừa u xơ tử cung.  Khi dùng để kiểm soát sinh đẻ khẩn cấp, chúng nên được sử dụng ngay trong vòng 120 giờ sau khi quan hệ tình dục. Khi dùng để trị u xơ, chúng có thể được sử dụng trong tối đa sáu tháng. Thuốc được dùng qua uống.
Các tác dụng phụ thường gặp có thể kể đến như nhức đầu, buồn nôn, cảm thấy mệt mỏi và đau bụng. Thuốc không nên được sử dụng ở những người đã mang thai. Đây là một chất thuộc nhóm thuốc điều biến thụ thể progesterone (SPRM) đặc hiệu. Chúng hoạt động bằng cách ngăn chặn các tác dụng của progesterone và do đó sẽ làm ngừng rụng trứng.
Ulipristal acetate đã được chấp thuận cho sử dụng y tế tại Hoa Kỳ vào năm 2010. Nó nằm trong danh sách các thuốc thiết yếu của Tổ chức Y tế Thế giới, tức là nhóm các loại thuốc hiệu quả và an toàn nhất cần thiết trong một hệ thống y tế. Tại Vương quốc Anh, chi phí bán tại NHS là khoảng 17 pound cho mỗi đợt kiểm soát sinh đẻ khẩn cấp năm 2015. Để cải thiện khả năng tiếp cận, có người đề xuất rằng tất cả những người có thể mang thai nên được cung cấp toa thuốc để sẵn sàng sử dụng nếu cần.